# Miloš Borisavljević
Miloš Borisavljević, né le 9 mars 1994 à Kraljevo, est un coureur cycliste serbe. 

## Biographie
En juin 2014, il devient double champion de Serbie sur route, chez les élites et les espoirs. Peu de temps après, il intègre l'équipe continentale italienne Marchiol Emisfero en tant que stagiaire.

## Palmarès sur route

### Par année
- 2010
  -  Champion de Serbie du contre-la-montre cadets
  - 2e du championnat de Serbie sur route cadets
- 2011
  - 3e du championnat de Serbie du contre-la-montre juniors
- 2012
  -  Champion de Serbie sur route juniors
  -  Champion de Serbie du contre-la-montre juniors
  - 3e du Tour de Haute-Autriche juniors
- 2013
  - 3e du championnat de Serbie du contre-la-montre
  - 3e du championnat de Serbie sur route espoirs
- 2014
  -  Champion de Serbie sur route
  -  Champion de Serbie sur route espoirs
  - 2e du championnat de Serbie du critérium
  - 3e du championnat de Serbie du contre-la-montre espoirs
- 2015
  -  Champion de Serbie sur route espoirs
  -  Champion de Serbie du contre-la-montre espoirs
  - Memorijal Svi Tuzlanski
  - 2e du championnat de Serbie sur route
  - 2e du championnat de Serbie du contre-la-montre
- 2016
  -  Champion de Serbie du critérium
  -  Champion de Serbie sur route espoirs
  -  Médaillé de bronze du championnat des Balkans du contre-la-montre espoirs

### Classements mondiaux
| Année           | 2013 | 2014 | 2015 | 2016 |
| --------------- | ---- | ---- | ---- | ---- |
| UCI Europe Tour | 845e | 326e | 358e | 858e |

## Palmarès en cyclo-cross
- 2009-2010
  - 2e du championnat de Serbie de cyclo-cross cadets
- 2010-2011
  - 2e du championnat de Serbie de cyclo-cross juniors
- 2011-2012
  -  Champion de Serbie de cyclo-cross juniors
- 2012-2013
  -  Champion de Serbie de cyclo-cross espoirs
- 2013-2014
  -  Champion de Serbie de cyclo-cross espoirs